# Sphagnum recurvum
Sphagnum recurvum är en bladmossart som beskrevs av Palisot de Beauvois 1805. Sphagnum recurvum ingår i släktet vitmossor, och familjen Sphagnaceae. Inga underarter finns listade i Catalogue of Life.

## Bildgalleri

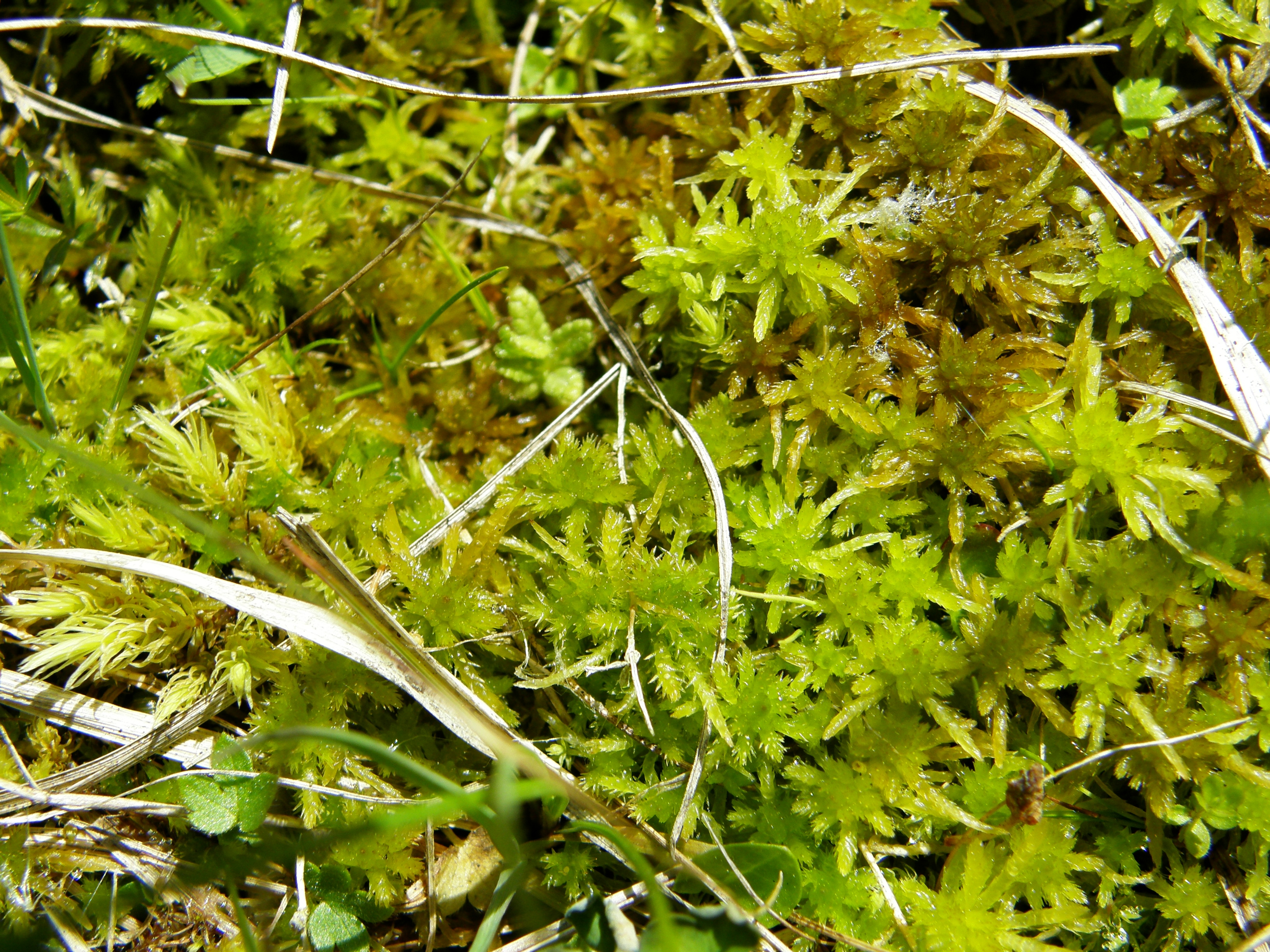